# Галлатін-Рівер-Ранч (Монтана)
Галлатін-Рівер-Ранч (англ. Gallatin River Ranch) — переписна місцевість (CDP) в США, в окрузі Ґаллатін штату Монтана. Населення — 117 осіб (2020).

## Географія
Галлатін-Рівер-Ранч розташований за координатами 45°54′11″ пн. ш. 111°19′46″ зх. д. / 45.90306° пн. ш. 111.32944° зх. д. (45.903084, -111.329442).  За даними Бюро перепису населення США в 2010 році переписна місцевість мала площу 18,31 км², з яких 18,31 км² — суходіл та 0,00 км² — водойми.

## Демографія
Згідно з переписом 2010 року, у переписній місцевості мешкало 69 осіб у 36 домогосподарствах у складі 22 родин. Густота населення становила 4 особи/км².  Було 54 помешкання (3/км²).
Расовий склад населення:
| - 95,7 % — білих - 4,3 % — осіб інших рас |

До двох чи більше рас належало 0,0 %. Частка іспаномовних становила 4,3 % від усіх жителів.
За віковим діапазоном населення розподілялося таким чином: 10,1 % — особи молодші 18 років, 78,3 % — особи у віці 18—64 років, 11,6 % — особи у віці 65 років та старші. Медіана віку мешканця становила 55,4 року. На 100 осіб жіночої статі у переписній місцевості припадало 115,6 чоловіків;  на 100 жінок у віці від 18 років та старших — 121,4 чоловіків також старших 18 років.
Середній дохід на одне домашнє господарство  становив 271 439 доларів США (медіана — 107 000), а середній дохід на одну сім'ю — 271 439 доларів (медіана — 107 000). 
Цивільне працевлаштоване населення становило 9 осіб. Основні галузі зайнятості: освіта, охорона здоров'я та соціальна допомога — 55,6 %, транспорт — 44,4 %.